# 8.8 cm Flak 18/36/37/41

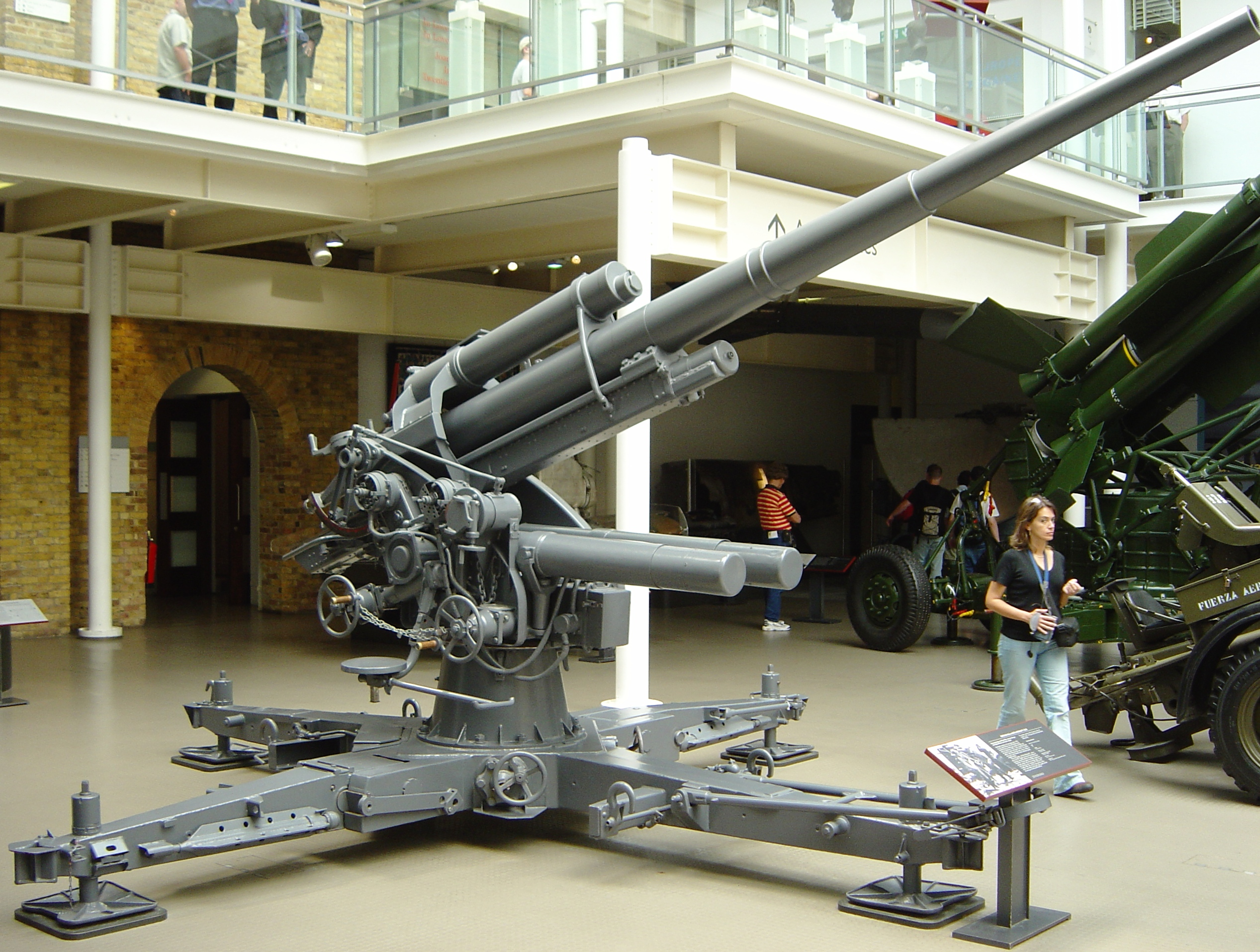
Flak 8.8 cm được đặt trên bệ chữ thập

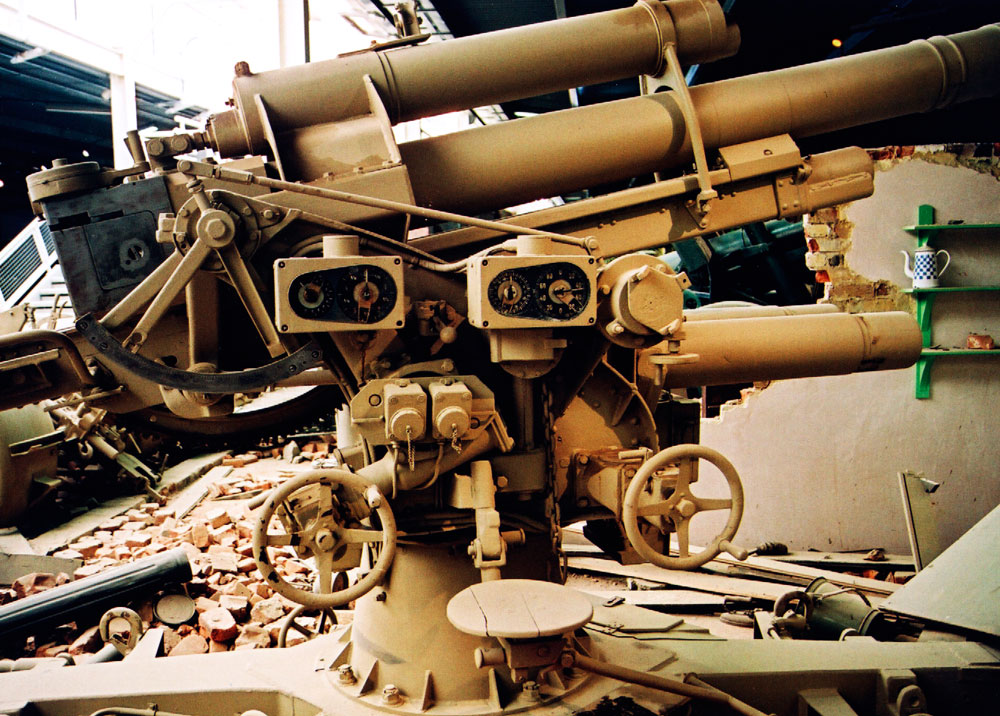
Flak 8.8 cm trưng bày ở bảo tàng Imperial War Duxford

Flak 8.8 cm là tên một khẩu pháo phòng không kiêm chống tăng của Đức trong thế chiến 2. Chúng được sản xuất và sử dụng rộng rãi trong quân đội Đức, nó có thể được thấy ở hầu như tất cả các trận chiến của Đức Quốc xã và Đồng Minh. Sự thành công của mẫu đầu tiên đã dẫn đến việc phát triển một loạt các phiên bản khác của dòng pháo lưỡng dụng này.

## Việc phòng không của Đức Quốc xã trước khi xuất hiện Flak 8.8 cm
Trước khi Flak 8.8 cm xuất hiện, đa phần pháo phòng không đều không thể bắn được máy bay ở tầm cao khoảng 6.000m, đấy là chưa nói đến việc những phi cơ thả bom có tốc độ cao. Trong Thế chiến thứ nhất, số lượng súng phòng không AA có khả năng bắn liên thanh tăng một cách đột biến, tuy nhiên về tầm bắn lại rất thấp, đạn chưa nhiều, độ chính xác chưa cao. Chính vì thế, đến giai đoạn đầu và giữa Thế chiến thứ hai, số lượng súng AA giảm một cách đáng kể (chỉ còn mỗi Liên Xô sử dụng). Một số loại máy bay của các nước như Đức, Anh, Mỹ, Séc, Nhật Bản, Canada đều có trần bay trên 6.000m và tất cả các loại pháo phòng không thời bấy giờ không thể nào bắn đến.
Đức cũng là nước phải đối mặt với mối nguy hiểm không lực nên Bộ chỉ huy tối cao quân đội Đức (OKH) đã lên kế hoạch chế tạo ra một pháo phòng không có thể bắn đến tầm xa khoảng 20.000 ft. Từ sau Thế chiến thứ nhất, Đức đã phải hủy bỏ việc chế tạo các loại vũ khí mới theo các điều khoản ràng buộc của Hòa ước Versailles. Nhưng từ khi đảng Quốc xã lên nắm quyền, công việc đó lại được thôi thúc trở lại. Tập đoàn Krupp đã liên doanh với tập đoàn vũ khí Bofors của Thụy Điển để chế tạo một loại pháo phòng không có cỡ nòng 7.5 cm hoặc 8.8 cm. Qua nhiều lần nghiên cứu và thử nghiệm, cuối cùng cỡ nòng 8.8 cm đã được chọn và một kiểu pháo phòng không mới đã bắt đầu được chế tạo vào những năm 1928.

## Flak 18-36-37

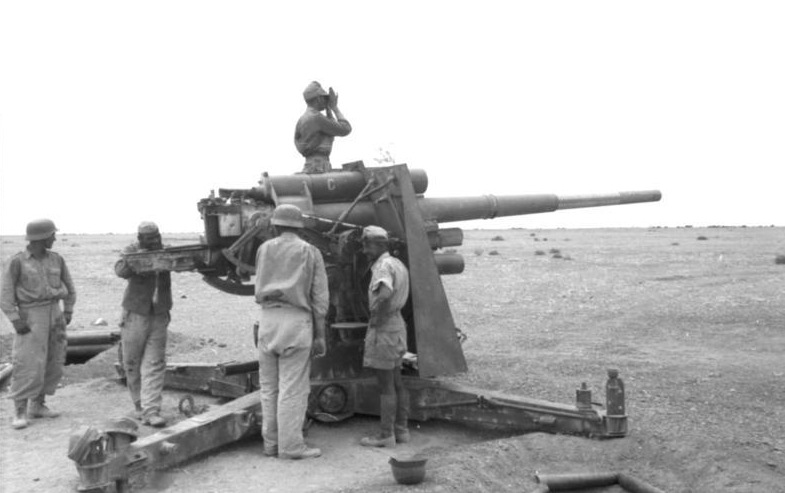
Flak 18 ở mặt trận Bắc Phi, 1942

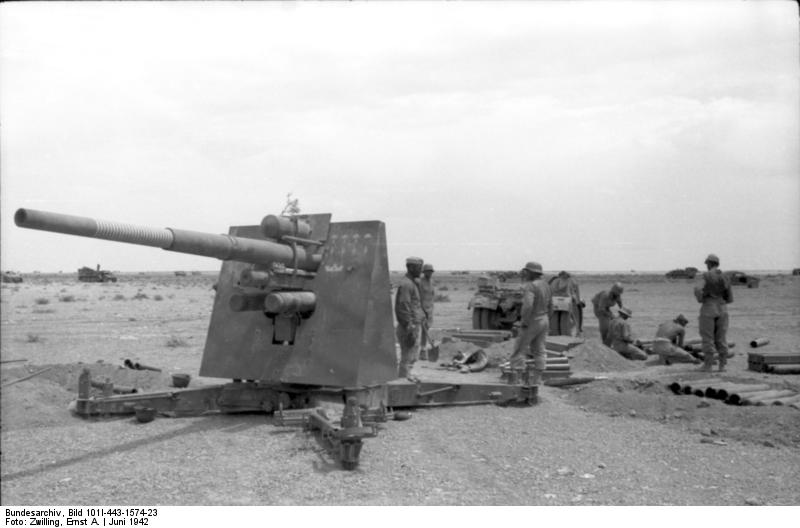
Flak 18 nhìn từ mặt trước

Flak 88 lần đầu tiên được xuất xưởng năm 1928.Những mẫu trước đó của Flak 88 bao gồm có Flak 18-36-37.Flak 18 sử dụng một nòng với cỡ 56mm.
Flak 18 được thiết kế để đặt trên một bệ chữ thập và có thể bắn về bất cứ hướng nào, thậm chí Flak 18 còn được thiết kế để đặt trên đường đắp cao xe lửa. Điều này tạo cho Flak 18 có tầm bắn thăng bằng và có lợi thế khi đụng độ với lực lượng thiết giáp. Ngoài ra, Flak 18 còn có thể được quay nòng một cách dễ dàng bằng hai người trong tổ điều khiển, lắp ráp hai bánh xe bằng sắt và đẩy nó đi một cách nhanh chóng. Trọng lượng của Flak 18 nghĩa rằng để di chuyển được Flak 18 thì phải dùng xe kéo SdKfz 7(một loại xe tải kéo bán xích hạng nặng). Hệ thống bán tự động của Flak 18 không cần phải nạp đạn trước mà cho phép tổ bắn có thể đưa đạn vào thẳng máng pháo, vừa thay vừa bắn.
Trong quá trình bắn thì vỏ bọc rỗng(của đạn) sẽ bị giật ngược lại đằng sau bằng đòn bẩy và bắn thẳng viên đạn đến mục tiêu. Việc này làm tốc độ của Flak 18 có phần hơn so với đa phần pháo phòng không thời bấy giờ nên nó có thể bắn 15-20 phát/phút. Đạn có lượng thuốc nổ và có khả năng công phá lớn để chống lại máy bay có tốc độ cao và phòng vệ trước những loại thiết giáp.
Việc sản xuất Flak 18 được lan rộng từ khi Đức Quốc xã lên nắm quyền vào năm 1933. Flak 18 được Đức Quốc xã tài trợ cho chính quyền Phát Xít Franco một số lượng nhỏ. Sau này, một số mẫu pháo mới hơn được ra đời tuy có nhiều ưu điểm hơn Flak 18 như:tầm bắn xa hơn, ít giật hơn, bắn đạn mạnh hơn…nhưng quân đội vẫn tin dùng Flak 18 vì tính chuyên dụng của nó.

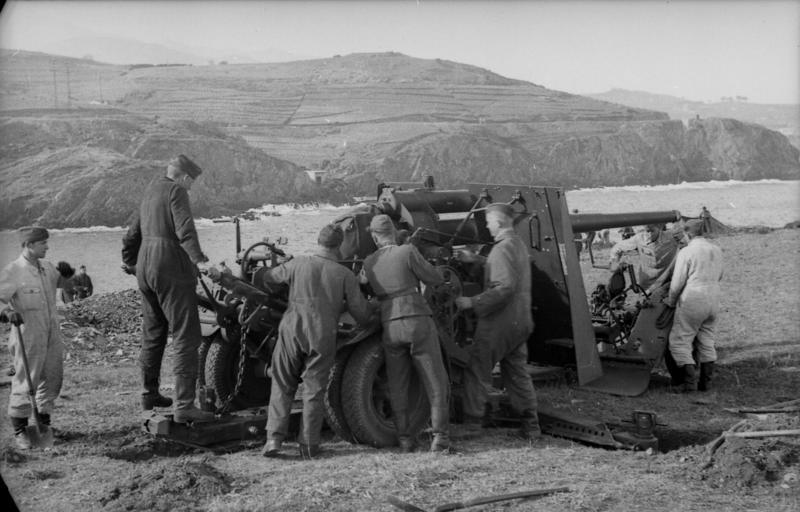
Flak 36 đang được đặt lên bệ súng bằng sắt

Một trong những mẫu Flak tập hợp nhiều tính năng tốt là Flak 36. Flak 36 có nòng đôi hỗ trợ tốt hơn trong việc bắn và tính năng này giúp Flak 36 có thể thay bộ lót một cách dễ dàng (thuận tiện hơn cho xe moóc) nhưng chính điều này lại làm cho Flak 36 trở nên nặng hơn. Bốn bánh xe giúp Flak 36 di chuyển nhanh và linh động hơn. Tất cả những tính năng trên hỗ trợ tốt cho chiến dịch đánh nhanh thắng nhanh (blitzkrieg) của Đức Quốc xã. Ngoài ra Flak 36 còn có một lớp giáp dày bọc ở phía trước giúp pháo tránh khỏi mối nguy hiểm từ các tay súng tỉa.
Flak 88 thường được sử dụng theo 2 kiểu:được sử dụng như một khẩu pháo lưỡng dụng linh động hoặc được sử dụng như một khẩu pháo phòng thủ. Nhưng về sau xuất hiện thêm một kiểu sử dụng nữa là "mai phục" (ambush).Tổ điều khiển chờ lệnh từ đằng xa (thường là người ra ám lệnh), khi ra lệnh xong…tổ đội lập tức dội pháo xối xả về phía mục tiêu.

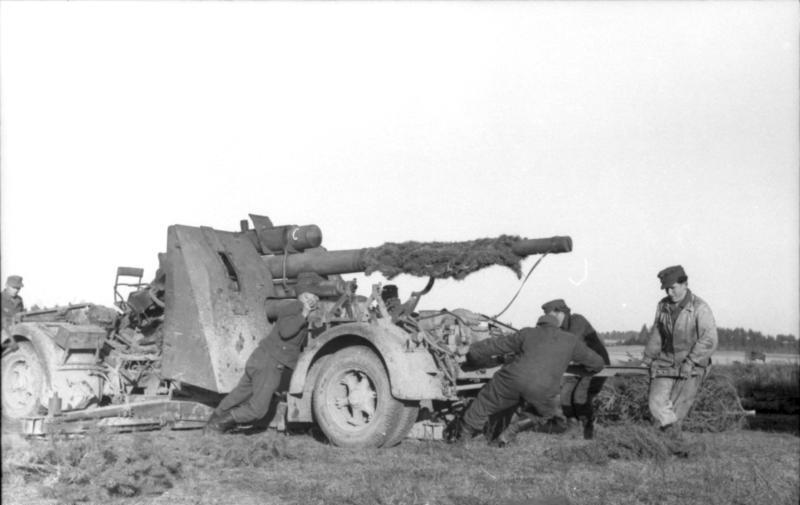
Một tổ điều khiển đang kéo Flak đến địa điểm

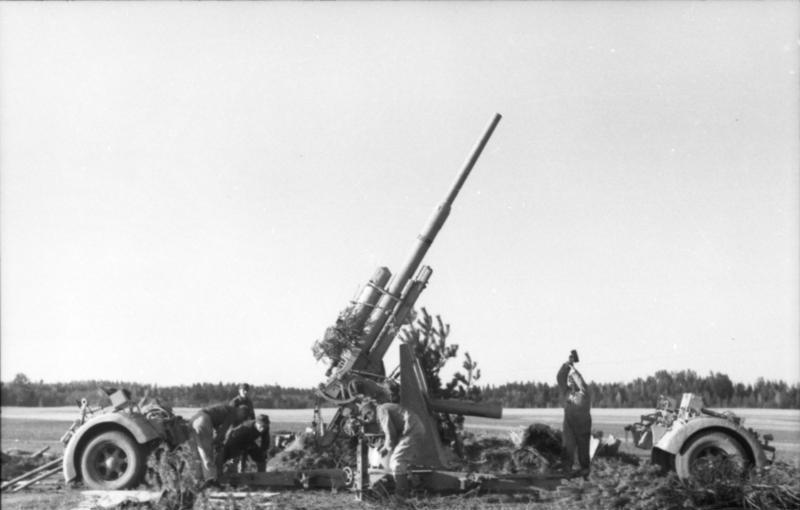
Flak được đặt không bệ

Phiên bản sau Flak 37, bao gồm những thiết bị đo đạc mới để xác định một cách dễ dàng hơn trong việc mai phục đối phương. Flak 37 còn có một lợi thế nữa là khi bị hư hỏng thì Flak 37 có thể thay thế các bộ phận kĩ thuật một cách khá dễ dàng. Flak 37 chỉ có một yếu điểm duy nhất đó là nó thiếu mất lớp giáp bao bọc phía bên ngoài bằng sắt như Flak 18-36.
Trong giai đoạn đầu của cuộc chiến nước Pháp, khi Anh và Pháp mở cuộc phản công, Flak 88 được quân đội sử dụng để bắn hỏng các loại tăng hạng nặng của Anh như Char B1 và Matilda II, những loại tăng này thường không thể bị xuyên thủng bởi những loại pháo lưỡng dụng thông thường như AA…Nhưng khi người Anh sử dụng loại tăng này để đối đấu với Flak 88 thì tình huống lại thay đổi một cách bất ngờ. Char B1 và Matilda II lại bị chọc thủng một cách dễ dàng bởi Flak 88.Pháo Flak 88 đủ sức để chọc thủng một lớp vỏ tăng dày hơn 150mm. Điều này đã được chứng tỏ rất rõ ràng ở mặt trận phía Đông và Bắc Phi.Flak 88 còn có thể chọc thủng được cả con khủng long thiết giáp của Liên Xô là KV-2.
Tính đến tháng 8/1944 đã có hơn 10.704 khẩu pháo Flak 18-36-37 được sử dụng.Vì những đợt đánh bom ngày càng tăng cường của phe Đồng Minh về phía đất Quốc xã nên số lượng pháo phòng không Flak càng tăng. Đồng Minh không thể nào sử dụng kiểu đánh trực diện với các loại pháo Flak khi chúng liên kết với lực lượng thiết giáp, chỉ có thể hạ gục Flak từ đằng xa bằng pháo.

## Flak 41

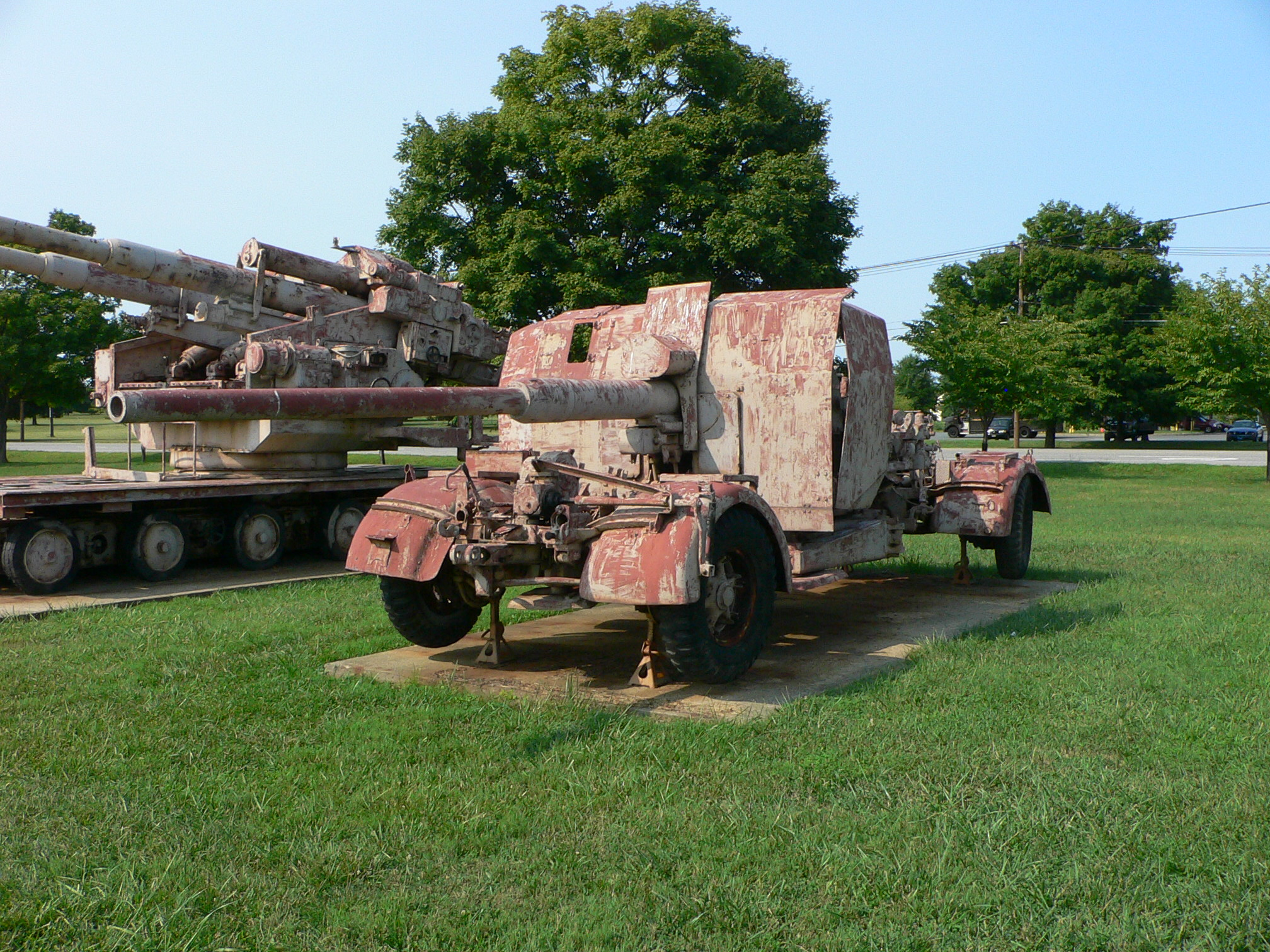
Khẩu Flak 41 8.8 cm ở bảo tàng US Army Ordnance

Vấn đề máy bay về cơ bản đã được giải quyết phần nào vào năm 1939 khi các loại Flak bắt đầu ra đời. Nhưng đến khi thế chiến II nổ ra thì các phe Đồng Minh bắt đầu sử dụng các loại máy bay mới có thể ném bom ở tầm cao đến hơn 10000m, thế là ngay lập tức quân đội Đức Quốc xã đã có câu trả lời xứng đáng cho Mỹ và Anh đó chính là khẩu Flak 41. Hãng chế tạo vũ khí Rheinmetall sản xuất Flak 41 với nhiều cải tiến mới:nòng pháo 88mm L/71 được thiết kế dài hơn, bắn đạn loại mới nặng hơn 9.4 kg(20 Ib) với ống ngắm quang học loại mới nhìn được hơn 1000 m/s và điều này làm cho Flak 41 có thể bắn cao đến hơn 11.300m(37.073 ft)-tối đa đến hơn 15.000m(49.213 ft).
Ngoài ra, Flak 41 còn có thể đặt tại chiến trường mà không cần phải có bệ, việc kéo cũng dễ hơn vì không cần nhiều dụng cụ như các đời Flak khác nhưng chính những tính năng trên làm chi phí sản xuất Flak 41 khá cao nên chỉ có một lượng nhỏ (279 khẩu) tham trận trên tổng số 556 khẩu được sản xuất tính đến tháng 2/1944. Tập đoàn Krupp còn dự định chế tạo thêm loại pháo phòng không lắp trên đường đắp cao xe lửa (có tên là Gerät 42) với cỡ nòng 8.8 cm nhưng có 2 nòng và được kê trên hai bệ sắt lắp lên đường đắp cao. Nhưng Gerät 42 đã không được sản xuất(có thể được thử nghiệm vài khẩu) nhưng Krupp vẫn tiếp tục với các mẫu mã khác và kết quả là tập đoàn này đã chế được thêm khẩu pháo phòng tăng PaK 43.
Flak 41 khi tham trận đã thể hiện được những ưu điểm của mình đó chính là hạ được một số lượng tương đối máy bay của Đồng Minh tuy nhiên việc cản trở duy nhất của Flak 41 là về đạn pháo, khi bắn ra lượng nhiệt dồn lên đạn quá lớn làm đôi khi đạn bị chệch hướng. Những khẩu Flal 41 đầu tiên tham trận tại Tunisia đã gặp phải vấn đề nên về sau tất cả số Flak 41 đều được sử dụng tại Đức và sử dụng nhiều nhất là trong trận phòng thủ cuối cùng của Đức Quốc xã-trận Berlin.

## Số lượng sản xuất
|           | 1939 | 1940  | 1941  | 1942  | 1943  | 1944  | 1945 | Tổng cộng |
| --------- | ---- | ----- | ----- | ----- | ----- | ----- | ---- | --------- |
| Quân đội  | 0    | 0     | 126   | 176   | 296   | 549   | 23   | 1,170     |
| Luftwaffe | 183  | 1,130 | 1,872 | 2,876 | 4,416 | 5,933 | 715  | 17,125    |
| Tổng cộng | 183  | 1,130 | 1,998 | 3,052 | 4,712 | 6,482 | 738  | 18,295    |

Việc sản xuất Flak 88 được nhân rộng vào những năm 1942-1943-1944 (từ 3311 khẩu lên 14.246 khẩu) là vì cục diện của cuộc chiến thay đổi một cách bất ngờ, nhất là từ sau cuộc phản công tại Stalingrad của Hồng Quân làm bộ chỉ huy Đức-đứng đầu là Hitler đã ra lệnh phải tăng cường sản xuất vũ khí để thay đổi tình hình cuộc chiến.

## PaK 43 và KwK 43

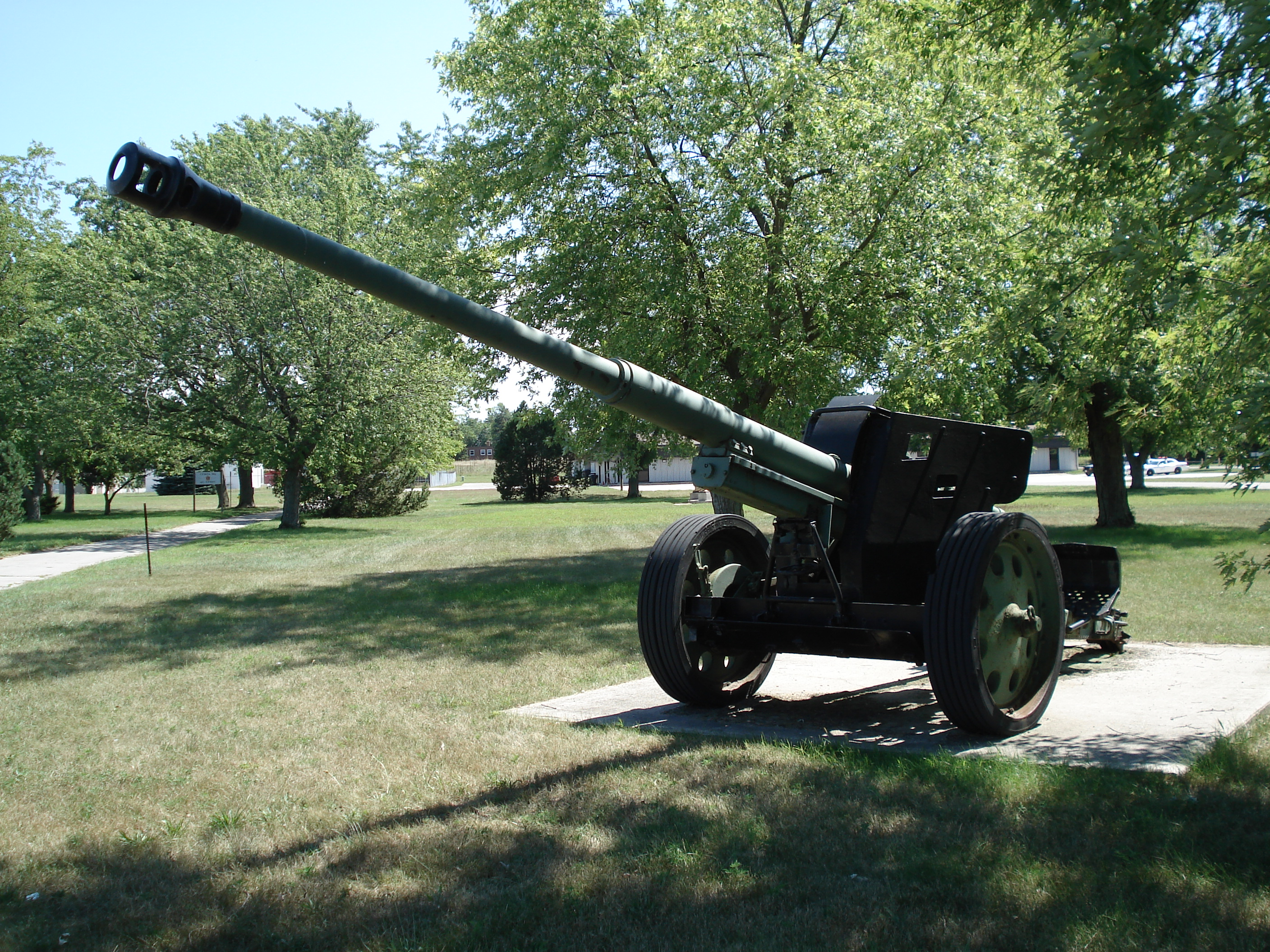
PaK 43/41

PaK 43 và KwK 43 được phát triển theo dự án Gerät 42 của tập đoàn Krupp(đã nói ở trên). Khi dự án Gerät 42 bị hủy bỏ, tập đoàn Krupp đã tính đến việc phát triển hai loại pháo tự hành diệt tăng và ngay lập tức hai bản thiết kế PaK 43 và KwK 43 được đưa vào sử dụng. Cả hai loại pháo tự hành diệt tăng này đều được đặt trên bệ chữ thập gần mặt đất, làm chúng khó bị bắn trúng và dễ dàng ẩn náu.
PaK 43 và KwK 43 đều trang bị những bộ giáp chắn phía trước cứng hơn và khó bị phá hỏng hơn. Vũ khí chính của con cọp vua (King Tiger II) là pháo Kwk 43 đều được trang bị cho cả hai pháo PaK và Kwk 43 (đó là chưa kể đến có một vài phiên bản khác sử dụng nòng pháo của tăng Nashorn và Jagdpanther). Khi sử dụng đạn xuyên giáp, cả hai phiên bản pháo tự hành diệt tăng này đều có thể chọc thủng một vỏ giáp xe tăng dày 200mm ở cự ly 1.000m. Ống ngắm mới cho phép nó có thể nhắm cả ban ngày lẫn ban đêm một cách rõ ràng.

## Flak 8.8 cm so sánh với các loại pháo phòng không khác

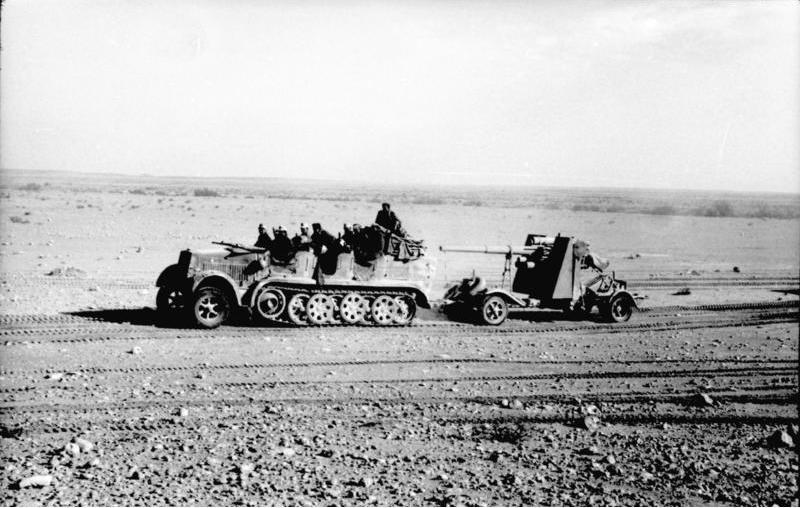
Flak 88 đang được kéo bởi xe SdKfz 7 ở mặt trận Bắc Phi

Xét về mặt kỹ thuật thì có thể Flak 88 không mạnh bằng pháo phòng không của Italy hay Anh nhưng nếu thực sự so ra về mặt thực tế thì ta sẽ thấy pháo phòng không của Anh không có gì hơn. Pháo phòng không Mark-3 của Anh có đạn nặng 13 kg, tốc độ đạn hơn 790 m/s và có thể bắn đến hơn 10.600m, và pháo phòng không của Mỹ-Mark-1 có đạn nặng 10 kg, tốc độ đạn hơn 820 m/s và cũng chỉ có thể bắn đến 10.600m. Pháo phòng không Cannone của Ý có đạn nặng 10.33 kg, tốc độ đạn hơn 830 m/s và có thể bắn đến hơn 12.000m. Pháo phòng không của Đồng Minh còn tầm bắn ổn định, chính xác hơn Flak 88 của Đức.Nhưng lý do vì sao pháo phòng không của Đồng Minh lại dễ bị tiêu diệt hơn pháo phòng không của Đức?

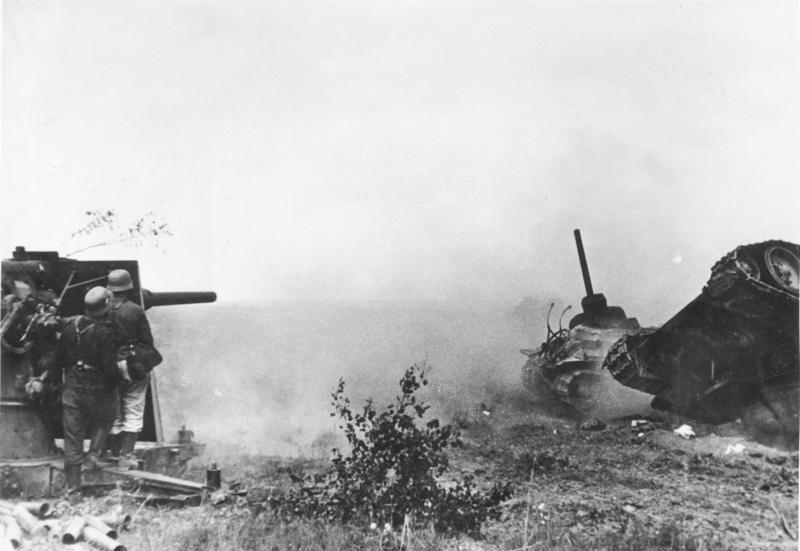
Flak 88 ở mặt trận phía Đông, năm 1942

Một lý do rất đơn giản là vì tuy các pháo phòng không của phe Đồng Minh có hơn Flak 88 về kĩ thuật và độ chính xác nhưng còn về tốc độ thay đạn, sự cơ động, khả năng phòng thủ, lớp giáp bảo vệ thì chắc Đồng Minh còn phải học hỏi Đức rất nhiều. Flak 88 có tốc độ thay đạn rất nhanh (chỉ khoảng 5-10 giây), đó là chưa tính đến việc lượng đạn của Flak 88 còn có thể được nạp thẳng vào máng sau, khả năng tự vệ của Flak 88 trước lực lượng thiết giáp là rất cao, chỉ cần tốn chưa đến 5 giây để đội kỹ thuật hạ nòng pháo xuống và xử luôn chiếc thiết giáp, lớp giáp ngoài được bọc kỹ càng bảo vệ Flak 88 khỏi đa số những tay súng tỉa…Đa phần số pháo phòng không ít bị phá hủy bởi máy bay hơn là xe tăng và bộ binh.Hơn hàng chục ngàn khẩu Flak 88 được sản xuất trong thế chiến 2 không những là mối đe dọa của máy bay Đồng Minh mà còn là mối đe dọa của cả lực lượng thiết giáp.Flak 88 đã rất thành công trong việc cản trở bước tiến của Đồng Minh đến thủ đô Berlin với chiến công tiêu diệt hàng nghìn chiếc thiết giáp của cả Đồng Minh và Liên Xô.

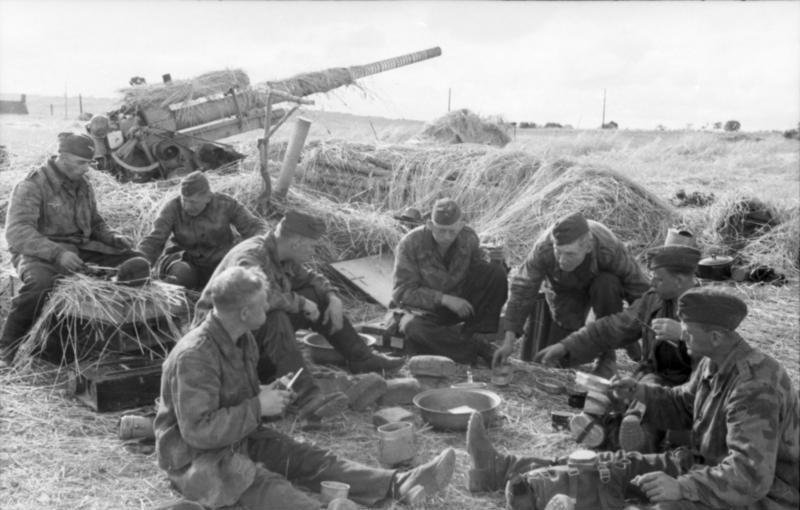
Tổ kĩ thuật của Flak 88, Pháp năm 1944

## Các biến thể của Flak 88mm
_8.8 cm Flak 18:hệ thống tự động khóa nòng, tầm nhắm xa. Bắt đầu sản xuất vào năm 1933.Nặng 7 tấn, bắn 15-20 vòng/phút.Sản xuất bởi Krupp.
_8.8 cm Flak 36:bắt đầu sản xuất từ năm 1936-1937, tầm bắn xa, lớp giáp dày bọc phía ngoài, nạp đạn tự động, nặng 7 tấn, bắn 15-20 vòng/phút.Sản xuất bởi Krupp.
_8.8 cm KwK 36:được sử dụng làm nòng tăng của Tiger-I, tầm bắn 1000m, lớp giáp trước dày.
_8.8 cm Flak 37:một phiên bản khác của Flak 36(chỉ khác nhau ở bộ truyền lực).
_8.8 cm Flak 41:bắt đầu sản xuất từ năm 1943, tầm bắn xa hơn, tốc độ nạp đạn nhanh, ống ngắm quang học mới, nòng dài. Sản xuất bởi Rheinmetall-Borsig.
_8.8 cm Gerät 42:một phiên bản khác của Flak 41, sử dụng hai nòng của pháo Flak 41, lắp trên đường đắp cao xe lửa.Chính dự án này dẫn đến việc phát triển pháo tự hành diệt tăng PaK 43.
_8.8 cm PaK 43:pháo tự hành diệt tăng nắm trong dự án chế tạo Gerät 42.Nòng dài 71mm, ống ngắm tốt.Sản xuất bởi Krupp.
_8.8 cm PaK 43/41:phiên bản khác của PaK 43 được đặt trên đường ray xe lửa, nặng 4.9 tấn.
_8.8 cm PaK 43/1:phiên bản của PaK 43 sử dụng nòng pháo của tăng Nashorn.
_8.8 cm PaK 43/2:phiên bản của PaK 43 sử dụng nòng pháo của tăng Elefant.
_8.8 cm PaK 43/3 và 43/4:hai phiên bản của PaK 43 sử dụng nòng pháo của tăng Jagdpanther.
_8.8 cm KwK 43:cùng dòng với PaK 43 nhưng sử dụng nòng pháo của Tiger-II.

### Các quốc gia sử dụng
- Đức Quốc Xã
- Đức
- Việt Nam Dân chủ Cộng hòa
- Việt Nam

### Chiến đấu thời nào
Chiến tranh thế giới thứ hai